# 米羅柳比夫卡 (新米爾霍羅德市鎮)
米羅柳比夫卡（羅馬化：Myroliubivka）是烏克蘭的村落，位於該國中部基洛夫格勒州，由新烏克蘭卡區新米爾霍羅德市鎮負責管轄，處於大維西河左岸，距離新米爾霍羅德35公里，始建於1797年，海拔高度145米，2001年人口452。
48°43′22″N 31°20′4″E / 48.72278°N 31.33444°E